# Hiorada bilineata
Hiorada bilineata là một loài tò vò trong họ Ichneumonidae.